# Перес де Монтальбан, Хуан
Хуан Перес де Монтальбан (исп. Juan Pérez de Montalbán, 1602[…], Мадрид — 25 июня 1638, Мадрид) — испанский католический священник, драматург, поэт и прозаик.
Был сыном поставщика книг к королевскому двору. В семнадцать лет он стал лиценциата богословия, в 1626 году был рукоположён в священство, в декабре 1632 года был избран дискретом в орден святого Франсиска, в 1633 году стал нотариусом инквизиции. С 1619 года был дружен с Лопе де Вега и под его руководством начал писать пьесы. Умер в возрасте тридцати шести лет — как сообщается, от помешательства, случившегося в результате переутомления, смерти де Вега и тяжёлой литературной полемики с оппонентами (в частности Хуаном Хауреги). Был похоронен в приходе Сан-Мигель.
Его поэма «El Orfeo en lengua castellana», как считается, была написана с помощью Лопе де Вега. Большое количество его пьес было опубликовано де Вега в 1635—1638 годах, и все они, за исключением подвергшейся сильной критике «Los Amantes de Teruel», шли на сцене с большим успехом. Из его прозаических произведений известны «Sucesos y prodigios de amor, en ocho novelets ejemplares» (1624) и «Para todos: Exemplos morales, humanos y divinos» (1632). Клеветнический памфлет на Кеведо «El Tribunal de la justa venganza» (1635) также, возможно, принадлежит ему. Последнее известное сочинение Монтальбана — «Fama póstuma» (1636), хвалебная биография Лопе де Вега.